# Bojanowo
Bojanowo – miasto w Polsce, w województwie wielkopolskim, w powiecie rawickim, siedziba gminy miejsko-wiejskiej Bojanowo.
Pierwsza lokacja miejska w 1585 roku nie została zrealizowana, druga lokacja miejska w 1638 roku. W latach 1975–1998 miasto administracyjnie należało do województwa leszczyńskiego.

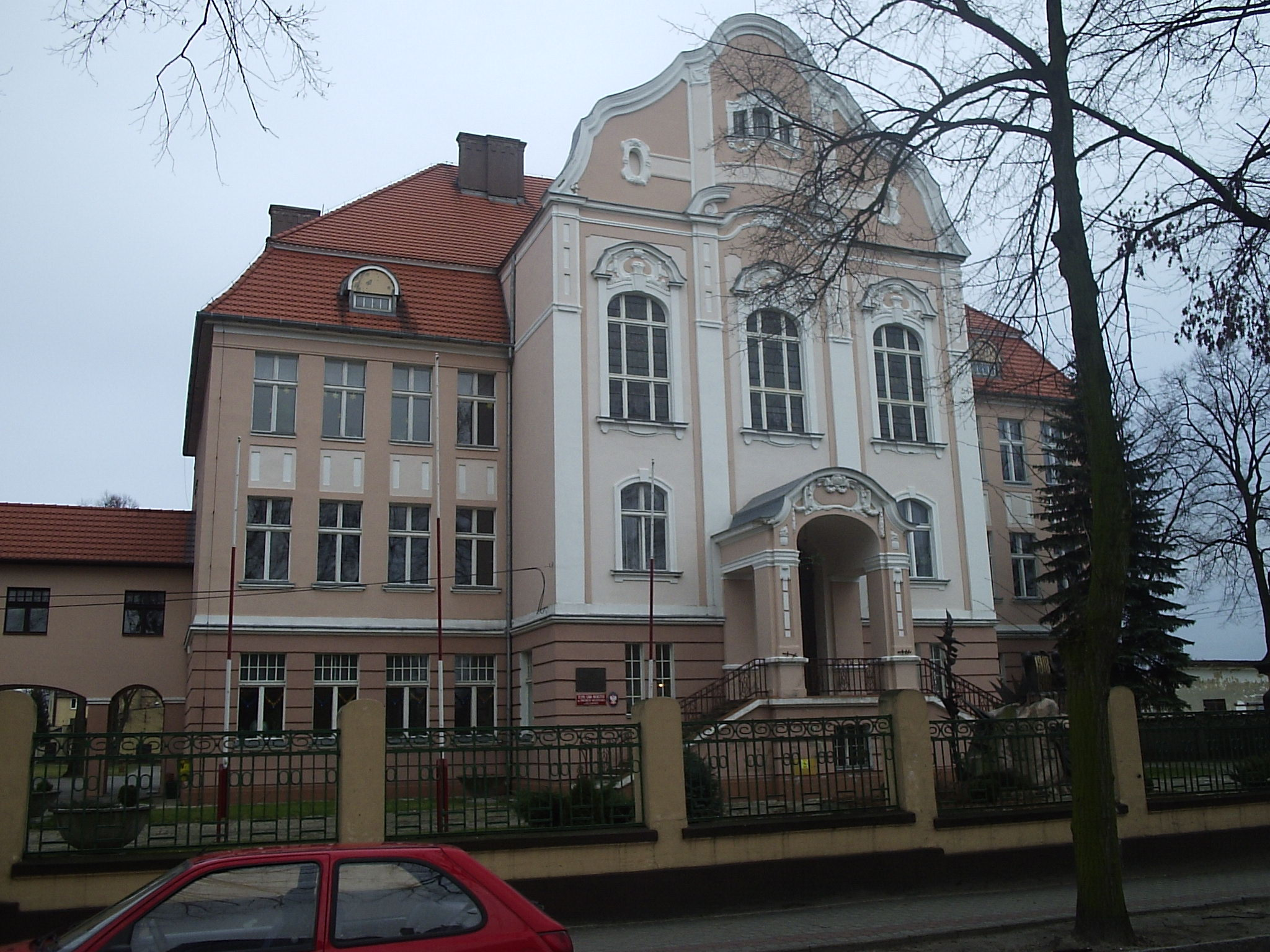
Szkoła Rolnicza

Według danych z 31 grudnia 2009 miasto liczyło 2960 mieszkańców.

## Historia

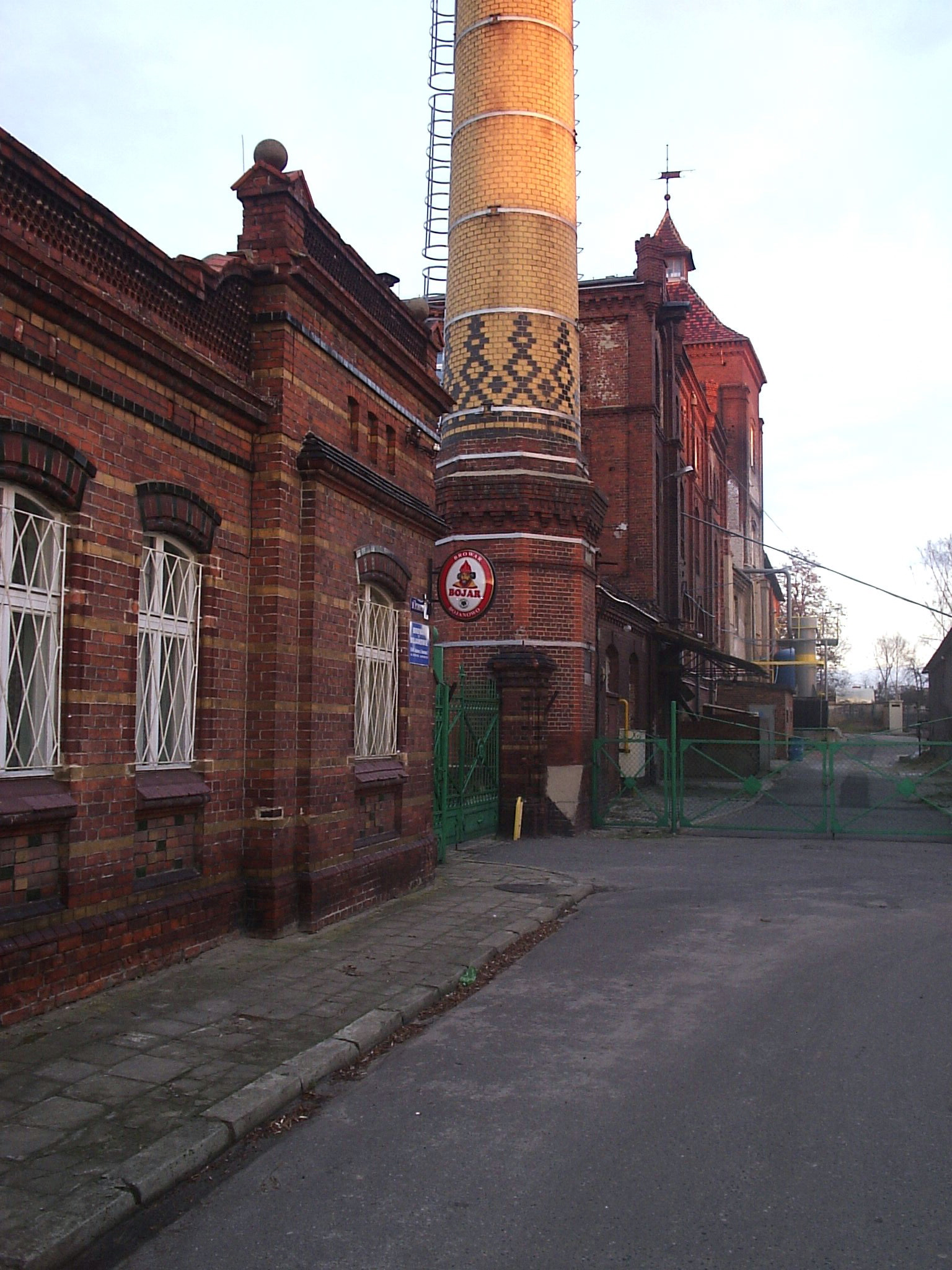
Browar w Bojanowie

Miasto zostało założone w 1638 r. przez protestanckiego szlachcica, Stefana Bojanowskiego, obok należącej do niego wsi Gołaszyn. Akt lokacyjny nadał król Polski, Władysław IV Waza. Bojanowo, jak wiele innych wielkopolskich lokacji miejskich z tego okresu, zostało zasiedlone przez śląskich protestantów, uchodzących przed prześladowaniami ze strony katolickiej administracji austriackiej. Sprzyjało temu również położenie miasta zaledwie 2 km na północ od granicy śląsko-wielkopolskiej. W 1641 roku w Nowym Bojanowie założono zbór luterański, stanowiący kontynuację przekazanego wyrokiem trybunału w 1633 r. katolikom zboru w Gołaszynie. Centrum polskiego luteranizmu, istniało tu gimnazjum luterańskie dla młodzieży szlacheckiej, odbywały się generalne synody luterańskie. W 1663 r. syn Stefana, Bogusław Bojanowski, lokował obok Bojanowa drugie, bliźniacze miasto, nazwane od imienia założyciela Bogusławowem.
Mieszkańcy zajmowali się rzemiosłem, w tym głównie sukiennictwem – miasto stało się drugim, po Rawiczu, ośrodkiem sukiennictwa w Wielkopolsce. Ksiądz Franciszek Siarczyński (1758-1829) w swym wydanym w latach 1782–1783, trzytomowym „Dykcyonarzyku geograficznym” pisał: „BOIANOWO, m[iasto] Pol[skie] w Woi[wództwie] Poznańskim. Osiadłe wielu sukiennikami”. 23 stycznia 1793 r. w wyniku II rozbioru Polski Bojanowo przeszło pod zabór pruski, a wprowadzenie ceł na sukno eksportowane do Rosji spowodowało upadek rzemiosła sukienniczego. Do dalszego upadku miasta przyczynił się największy w historii miasta pożar, który wybuchł 12 sierpnia 1857 r.
W okresie międzywojennym stacjonował w miejscowości komisariat Straży Granicznej i placówka II linii SG „Bojanowo”. Od 1939 roku istniał tu niemiecki obóz pracy w Bojanowie.
Sięgające końca XVII w. tradycje piwowarstwa kontynuuje do dziś bojanowski browar.

## Demografia

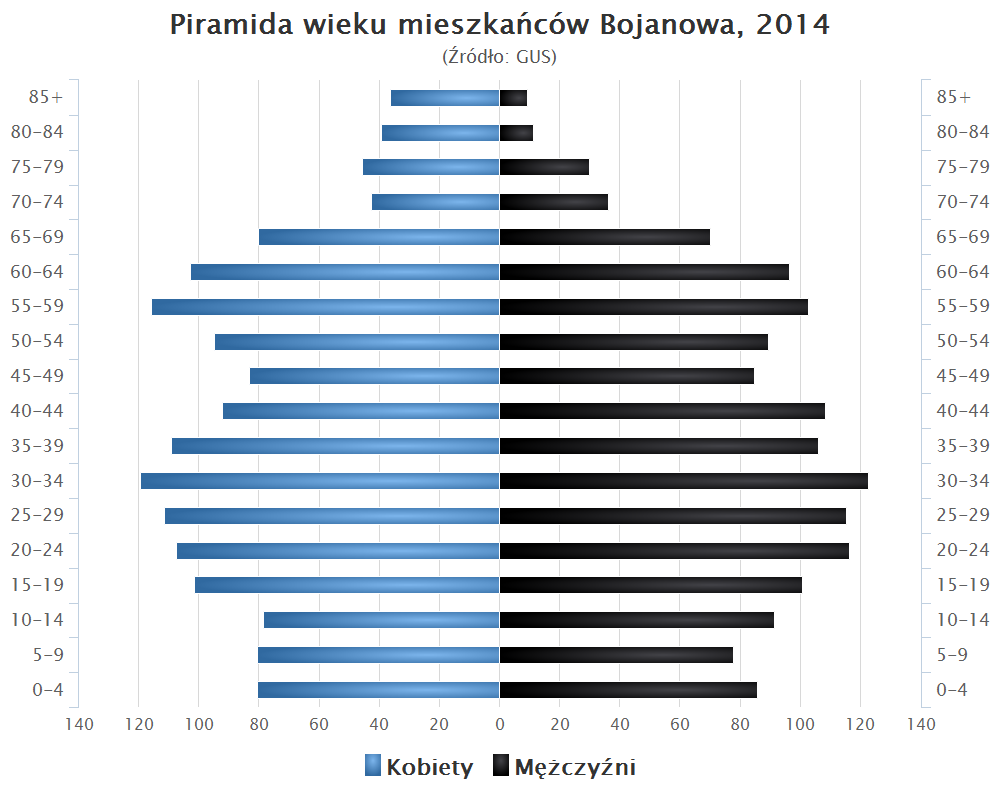
Piramida wieku mieszkańców Bojanowa w 2014 roku